# Patricia Kennedy Lawford
Patricia Helen Kennedy Lawford, född 1924 i Brookline, Massachusetts, död 2006 i New York, var en amerikansk societetsperson, skådespelare och filmproducent och syster till den före detta amerikanske presidenten John F Kennedy. Hon var gift 1954-  1966 med skådespelaren och artisten Peter  Lawford.

## Tidigt liv
Kennedy föddes i Brookline, Massachusetts och tog examen 1945 i humaniora vid Rosemont College, där hon var verksam i flera både regi och skådespeleri i flera teaterproduktioner.
Redan som barn hade hon ett stort intresse för resor och Hollywood. Därför, efter att ha tagit examen på Rosemont College, flyttade hon just till Hollywood i hopp om att bli filmproducent och regissör, precis som sin far.

## Karriär
Kennedy arbetade som produktionsassistent på både patriotiska och religiösa produktioner så som sångaren Kate Smiths radioprogram och Father Peytons program Family Rosary Crusade. När hon var 22 år gammal blev hon producent för I Love to eat på NBC-TV.

## Privatliv
Kennedy träffade den engelska sångaren Peter Lawford genom sin syster på 1940-talet. De träffades igen både 1949 och 1953. De båda tillkännagav sin förlovning officiellt i februari 1954. De gifte sig den 24 april samma år i New York. Efter det flyttade paret till Kalifornien och fick sitt första barn, Christopher.
Paret fick sammanlagt fyra barn, alla födda på samma sjukhus.
Så småningom fick Peter Lawford svårt att anpassa sig till hustruns  orubbliga katolicism och hennes familjs storslagna image. Dessutom blev Patricia Lawford trött på att maken drack så mycket, samt på hans utomäktenskapliga affärer och hans drogmissbruk. Paret skilde sig officiellt 1966, och Patricia Lawford gifte aldrig om sig.

## Senare år
Efter skilsmässan led hon av både alkoholism och tungcancer. Hon arbetade med John F. Kennedy Library and Museum och National Center on Addiction samt var en av grundarna av National Comitee for the Literary Arts.

## Död
Patricia Lawford dog av lunginflammation den 17 september 2006, vid 82 års ålder i sitt hem i Manhattan. Hon ligger begravd vid Southampton Cementery.